# Cybalomia lutosalis
Cybalomia lutosalis là một loài bướm đêm trong họ Crambidae.